# Papa Ungkarl
Papa Ungkarl er en amerikansk stumfilm fra 1922 af Alfred E. Green.

## Medvirkende
- Thomas Meighan som Richard Chester
- Leatrice Joy som Sally Lockwood
- Maude Wayne som Ethel McVae
- Adele Farrington som Mrs. McVae
- J. Farrell MacDonald som Joe Pelton
- Larry Wheat som Charles Henley
- Peaches Jackson som Nita